# 革命先锋（共产主义无产阶级）
革命先锋（共产主义无产阶级）（西班牙語：Vanguardia Revolucionaria (Proletario Comunista)，缩写为VR-PC）是秘鲁的一个已不存在的共产主义政党。该党成立于1977年，分裂自革命先锋，创始人是Eduardo Figari和Julio César Mezzich。1978年，该党的一个主要活动于农民运动中的派别退党，该党的大部分成员转而加入秘鲁共产党 (光辉道路)。
该党先是奉行毛主义，中阿决裂后转而奉行霍查主义，并承认阿尔巴尼亚劳动党为国际共产主义运动的领导者。该党的机关刊物是《共产主义无产阶级》。